# Converses sobre temes d'interès local
Les Converses sobre temes d'interès local van ser unes conferències participatives celebrades a Reus l'any 1931.
A mitjans de 1930, l'advocat Joan Cachot va proposar a la Junta del Centre de Lectura la celebració d'unes “Converses” per veure quins reptes tenia plantejats la ciutat de Reus i de quina forma es podien tractar. Hi havia la idea de què la ciutat estava en decadència, i es va buscar promoure un debat sobre temes socials i econòmics i les seves possibles solucions. La Junta del Centre de Lectura va trobar be la proposta i es van buscar persones “expertes” en diversos temes. Un primer guió va preveure 18 conferències per tractar temes locals que es consideraven negligits. No es van tractar tots els temes previstos, però les ponències que es van presentar van comptar amb molta assistència i amb debats polèmics i enriquidors.
El gener de 1931 es van iniciar les “Converses” amb una ponència de Joan Cachot sobre la “decadència” de la ciutat, on remarcava que el problema de l'aigua, les inversions dels patricis en altres ciutats i la manca de matèries primeres en dificultaven el creixement. El tema següent el va tractar el doctor Jaume Sabater, que va parlar de la lluita contra la tuberculosi infantil. Per pal·liar-la demanava escoles a l'aire i al sol i la creació d'un preventori al Mas del Picarany, ofert generosament per Ricard Ferraté, per als nens. La tercera ponència va anar a càrrec d'Enric Aguadé Parés, que dissertà sobre l'abastament d'aigües a la ciutat, tema que va necessitar un segon dia per tal de debatre'l i on el ponent reclamava la construcció d'un dipòsit regulador d'aigua per a Reus i l'acceleració de la construcció del canal Siurana-Riudecanyes. A la següent, Bonaventura Font parlà de beneficència pública i defensà que l'estat havia d'ajudar també a la beneficència privada. El doctor Joan Domènech, parlà sobre la necessitat de la cultura física a la població en general i a la infància en particular. Ricard Wyneken defensava la construcció d'una biblioteca pública i una ensenyança més pràctica que anés dirigida a cobrir les necessitats empresarials. Joan Loperena, va defensar la municipalització dels serveis bàsics, l'aigua, l'electricitat, la sanitat, l'habitatge social i el sistema públic de transports. El doctor Pere Barrufet defensà la importància de la sanitat municipal, que lligava a l'urbanisme i al creixement de la ciutat, on s'havien de realitzar avingudes amples i parcs i jardins. Antoni Batlle va reclamar una escola de comerç per Reus, donada la importància d'aquest sector a la ciutat. Felip Cabeza reivindicà la beneficència privada, demanant més implicació per part dels reusencs i de l'ajuntament. Josep Iglésies, amb una ponència amb el títol d'"Acció comarcal", parlà de la importància de la comarca en la ciutat i la necessitat de que Reus fes coincidir els interessos locals amb els comarcals. La nova organització administrativa de Catalunya oferia a Reus moltes possibilitats. Ramon Grau va reivindicar la reforma de l'ensenyament primari i l'ensenyança del català i en català.

## Els ponents
Tots els conferenciants eren coneguts a la ciutat i pertanyien a diversos sectors ideològics: Joan Cachot, (Tortosa 1887-Madrid 1967) educat pel seu avi, Bernat Torroja, era llicenciat en dret i el 1917 secretari de la Cambra de Comerç. El 1922 creà les assegurances "Reddis". A finals de 1931 era vicesecretari de la Cambra de Comerç de Madrid. Jaume Sabater (Reus 1899-1978), metge i ferm partidari de mesures preventives contra la tuberculosi, va ser director del Dispensari Antituberculós. Enric Aguadé Parés (Reus 1894-1969), administrador de la societat Pantà de Riudecanyes, va animar la construcció del pantà de Siurana, i també la del Pantà del Francolí, que no s'arribà a fer. Bonaventura Font (Reus 1871-?) era advocat i un dels redactors del Semanario Católico de Reus, periòdic ultra-catòlic i dretà. Joan Domènech Mas (1891-1976), metge i un dels fundadors del Reus Deportiu, defensava la necessitat de la cultura física i la vida a l'aire lliure per a la joventut i la població en general. Ricard Wyneken (Reus 1882-Barcelona 1935) comerciant, advocat i militant d'Unión Patriótica, va ser regidor a l'Ajuntament diverses vegades durant la Dictadura de Primo de Rivera. Joan Loperena (Girona, 1888 - Veracruz 1957) era advocat, regidor a l'ajuntament de Reus i el 1921 alcalde de la ciutat després de l'assassinat de l'alcalde Manuel Sardà. Pere Barrufet (Reus 1878 – 1967), metge a Montbrió del Camp i a Reus i atenia gratuïtament els obrers al Centre de Lectura, entitat de la que va ser directiu. Va ser regidor a l'ajuntament de Reus de 1911 a 1915. Antoni Batlle, era un dels accionistes principals de la Fàbrica “Gas Reusense” i membre de la Junta del Centre de Lectura, on hi organitzà una Escola de Comerç. Felip Cabeza era un advocat catòlic, i militant carlí organitzador del Requetè al Camp de Tarragona. Josep Iglésies (Reus 1902-Barcelona 1986), escriptor, historiador i geògraf, va ser un dels ponents de l'estudi de la Divisió territorial de Catalunya el 1936. Publicà diverses guies itineràries del Camp de Tarragona. Ramon Grau (Tarragona 1888 - ?) era mestre, president de l'Associació de Mestres Nacionals del partit de Reus i secretari de l'Associació d'Iniciatives de la ciutat. Els debats a totes les sessions van ser molt concorreguts i la participació del públic, important. Les "Converses" van ser publicades pel Centre de Lectura l'any 1933.

## Resultats de les "Converses"
Mentre se celebraven les "Converses" es va proclamar la República, i el primer ajuntament republicà va demanar les ponències per estudiar-les. El balanç municipal de les “Converses” va ser positiu i alguns projectes van tirar endavant de forma immediata. Altres es van anar desenvolupant al llarg del període republicà. Fins al 1937 es va mantenir el projecte del preventori públic al mas del Picarany, on Ricard Ferraté va iniciar una "Escola-preventori" el 1931. Els dipòsits d'aigua a la ciutat es van realitzar de forma immediata, amb una cabuda de fins a 12.000 m3. La beneficència pública es va dir Assistència social, més d'acord amb els objectius, i amb un bon pressupost. Es va crear una Junta Autònoma de Cultura Física que potencià les colònies escolars i les estades dels infants escolaritzats a les platges de Salou. Es va projectar un nou mercat l'any 1934, que malauradament no va acabar fins al 1949. Un nou disseny de la ciutat proposava carrers amples i nous passeigs. El 1933 es va iniciar el projecte de la depuradora del Molinet pel tractament d'aigües residuals, posada en funcionament el 1936. Va ser la primera depuradora de l'estat espanyol.
La iniciativa de les “Converses” va seguir. Del gener al juny de 1949 el Centre de Lectura va organitzar les Segones Converses, i el 1954 les Terceres. El 1975 es proposaven les Quartes, les conclusions de les quals es van publicar el 1985.